# Kepler-61 b
Kepler-61 b (также известна как KOI-1361.01) — суперземля, экзопланета, вращающаяся вокруг звезды Kepler-61 в созвездии Лебедя на расстоянии 1100 световых лет (338 парсек) от Солнца.
Находится в зоне обитаемости звезды.
Планета была открыта в 2013 году с помощью транзитного метода. Космический аппарат НАСА «Кеплер» замерял затемнение, которое возникает во время прохождения планеты на фоне звезды.